# Lycée Louis-Liard
Das Lycée Louis-Liard in Falaise, einer französischen Gemeinde im Département Calvados in der Region Normandie, wurde in den 1880er Jahren als Schule erbaut und 1885 der Nutzung übergeben. Das Gebäude in der 13 Rue Saint-Jean steht seit 2010 als Monument historique mit der Fassade und Dach auf der Liste der geschützten Baudenkmäler in Frankreich.
Das Lyzeum wurde 1803 gegründet. 1809 erfolgte die Errichtung innerhalb der Mauern der mittelalterlichen Burg der Stadt. In den 1880er Jahren wurden dann die heutigen Gebäude errichtet. Louis Liard (1846–1917) weihte 1885 den Komplex ein.
Während des Ersten und Zweiten Weltkriegs wurden die Gebäude des Lyzeums zu Kriegszwecken beschlagnahmt. Der Unterricht fand in Ausweichgebäuden über die ganze Stadt verstreut statt (so z. B. in der Schule in der Rue du Camp-Ferme, bei den Soupes Scolaires in der Rue Saint Gervais und in den Wohnungen einiger Lehrer).
Bei den Bombenangriffen im Jahr 1944 wurde das Burgareal nahezu vollständig zerstört, sodass die Schüler des Lyzeums 1948 in den Kasernen im Stadtteil Saint-Jean untergebracht wurden.
Der Wiederaufbau der Stadt und damit auch der Gebäude des Lyzeums erfolgte unter der Leitung von Léon Rème und Pierre Dureuil. Später auch von Pierre Daubin. Das neue Hauptgebäude des Lyzeums wurde zwischen 1951 und 1953 mit einem bogenförmigen Grundriss im Stadtteil Saint-Jean errichtet. Es wurde 1953 vom Erziehungsminister André Marie eingeweiht. Ab dem 1. Oktober 1953 wurde der Schulbetrieb wieder aufgenommen. Weitere Gebäude wurden zwischen 1958 und 1966 errichtet. Letztmalig wurde ein weiterer Neubau 1970 für den Oberstufenbereich geschaffen.
Als Kunst am Bau schufen Michel Fauconnier 1976 die Sandsteinfigur „Vogel Phönix“ auf dem Schulhof und Yvonne Guégan die Fläche „Roter Punkt“ an der Nordfassade des Internats, das heute zum Collège des Douits gehört, das vom Lyzeum ein eigenständiger Schulbetrieb wurde.
Einige Jahre später ging das Eigentum am Lyzeum im Rahmen der Dezentralisierungsgesetze vom Zentralstaat auf den Regionalrat der Basse-Normandie über. 1992 wurde die große offene Halle des Hauptgebäudes vom Architekten Philippe Lasser in Wohnraum umgewandelt. Philippe Lasser baute der 1990–1991 den naturwissenschaftlichen Komplex und 1993 die Bibliothek um. Die Mensa wurde 1995 umgebaut.
Das bogenförmige Gebäude basiert auf einem zweigeschossigen Mittelteil und eingeschossigen Seitenteilen, die durch ein großes Vordach verbunden werden.
2018 wurde die Zusammenlegung des Lycée Louis Liard mit dem Lycée Guibray beschlossen. Nach der Fusion erfolgte eine Umbenennung in das Lycée Guillaume-le-Conquérant. Sowohl der Campus an der Rue Louis Liard in Saint-Jean als auch der Campus an der Rue des Champs Griffons blieben erhalten.